# Kaperush

Ochipok y justka

También conocida por la primera frase de su texto "Ой, вийду я на майдан" (¡Oy! Voy a ir a la plaza), es una danza y canción folclórica de Ucrania.
Específicamente de la región de Ternópil.
La pieza se clasifica como primaveral, de juego de niños; si bien no es una pieza infantil, pues su letra habla de besar a "quien amo y adoro", es para la juventud, jugar (en la plaza), en grupo.

## El juego
Consiste en hacer una rueda entre varios de los jóvenes, y uno de ellos queda en medio, llevando una justka; los muchachos del círculo cantan y caminan o bailan alrededor de quien está en medio y que camina en dirección contraria. Al encontrar a una jovencita (o muchacho) que le guste, le da la justka y un beso (en el rostro), y se incorpora al grupo; la persona con el pañuelo queda ahora en medio del círculo buscando a quién besar.
Las canciones relacionadas con la boda, la conquista, el amor, son muy numerosas entre la cultura ucraniana.

## Elemento cultural
No se puede pensar en la justka, sin incluir la namitka y sobre todo el ochípok. Podrían ser vistos como simples coberturas para la cabeza; pañuelos, gorritos, pero su simbolismo va mucho más allá.

## Texto enucranianopara todas las edades
Ой, вийду я на майдан, 
Вийду погуляти, 
Кого люблю, тому дам 
Личко цілувати. 

Маю хустку вишивану
На чотири роги. 
Кого люблю і кохаю – 
Стелю му під ноги. 

Кого люблю і кохаю, 
Того поцілую. 
І хустинку вишивану
Йому подарую

### Traducción alespañol
¡Oy!, iré a la plaza
Iré a pasear. 
A quien amo, a él daré
En su cara un beso. 

Tengo un pañuelo bordado (justka)
De cuatro esquinas
A quien yo amo y adoro
Se lo tiendo a sus pies. 

A quien yo amo y adoro
Lo besaré
Y el pañuelo bordado
A él se lo daré 

### Versión para jóvenes adultos
Se puede encontrar otra versión que contiene una estrofa adicional que se canta 4 veces antes y 4 veces después:
Капе, капе, каперуш
Каперуш коханий
Що не твоє, то не руш
Бо будеш караний
приспів:-------
Гайда хлопці, гайда живо
Куріть тютюн, пийте пиво (×4)

#### En español
Kape, kape, kaperush
Querido kaperush
Lo que es tuyo, que no se mueva
Porque si no, será castigado

(Coro)

Muévanse chicos, muévanse chicas
Fumen el tabaco, beban la cerveza (4 veces)

## Galería

Ochípok, namitka y justka son prendas para cubrir la cabeza